# Daron Acemoğlu
Kamer Daron Acemoğlu (sinh ngày 3 tháng 9, năm 1967 tại Istanbul, Thổ Nhĩ Kỳ) là một nhà kinh tế học Thổ Nhĩ Kỳ-Hoa Kỳ gốc Armenia. Cha ông Kevork, mất năm 1988, là một luật sư và một giảng sư tại đại học Istanbul. Mẹ ông Irma († 1991) là một nhà thơ armenia. Hiện ông là giáo sư Charles P. Kindleberger môn kinh tế học ứng dụng tại Viện Công nghệ Massachusetts. Năm 2005, ông được tặng Giải John Bates Clark. Ông là một trong những người được trích dẫn nhiều nhất của 20 tờ báo kinh tế trên thế giới theo IDEAS / RePEc. Năm 2024, ông được trao Giải Nobel Kinh tế về công trình nghiên cứu so sánh thịnh vượng giữa các quốc gia và đế quốc.

## Tiểu sử
Acemoğlu được sinh ra tại Istanbul, Thổ Nhĩ Kỳ. Năm 1986, ông tốt nghiệp trường trung học Galatasaray ở Istanbul. Ông học đại học tại Đại học York, Vương quốc Anh và lấy bằng Thạc sĩ toán kinh tế và sau đó lấy bằng tiến sĩ kinh tế vào năm 1992 từ Trường Kinh tế và Khoa học Chính trị Luân Đôn. Ông là một trong những giảng viên kinh tế tại LSE từ 1992-1993. Từ năm 1993, Acemoğlu làm giảng viên tại Viện Công nghệ Massachusetts. Ông được phong làm giáo sư vào năm 2000, và được phong học hàm giáo sư Charles P. Kindleberger môn kinh tế học ứng dụng trong năm 2004. Ông là một thành viên của chương trình tăng trưởng kinh tế của Viện Nghiên cứu Cao cấp Canada. Ông cũng cộng tác với National Bureau of Economic Research, Center for Economic Performance, và Center for Economic Policy Research.
Lĩnh vực nghiên cứu chủ yếu của ông là kinh tế chính trị, phát triển kinh tế, tăng trưởng kinh tế, công nghệ, bất bình đẳng về thu nhập và tiền công, vốn con người, đào tạo, và kinh tế học lao động.Công việc gần đây nhất của ông là công trình tập trung vào vai trò của các cơ sở giáo dục trong phát triển kinh tế và chính trị kinh tế.
Daron Acemoğlu cũng là đồng tổng biên tập của Econometrica, Review of Economics and Statisticss, và là một biên tập viên của Journal of Economic Growth, thành viên ban biên tập của Annual Review of Economics.

## Nghiên cứu
Bài luận viết cùng với Simon Johnson và James A. Robinson được công bố 2001 Reversal of Fortune: Geography and Institutions in the Making of the Modern World Income Distribution gây ra một cuộc tranh cãi giữa Acemoğlu và Jeffrey Sachs về những nguyên nhân việc phát triển kinh tế thấp kém. Khác với Sachs, đặc biệt cho là kinh tế phát triển kém là do những yếu tố địa lý, quan điểm của Acemoğlu, khuôn khổ pháp lý là nguyên nhân chính cho việc phát triển kinh tế giữa những thuộc địa cũ. Những thực dân khi xem xét những vùng nghèo khó hơn (thí dụ Úc), đã lập những cơ sở để đầu tư (quyền sở hữu rộng rãi cho dân), trong khi những vùng khá giả hơn (thí dụ vùng Inka cũ ở Nam Mỹ) thường bắt lao động bắt buộc và quyền lực giao cho một nhóm ưu tú. Do chính sách đó từ thế kỷ 19 thuộc địa giàu trở thành nghèo và ngược lại.
Tiền đề này bị Pranab Bardhan chỉ trích là quá tập trung vào châu Âu vì không giải thích được trường hợp sự phát triển kém về kinh tế của những nước không hay ít bị thành thuộc địa như Ethiopia, Thái Lan hay Trung Quốc.

## Liên kết
- Home page Lưu trữ ngày 22 tháng 5 năm 2011 tại Wayback Machine
- IDEAS/RePEc